# Carlos Cuadrado
Carlos César Luis Cuadrado Prats (Talca, 24 de enero de 1965) es un periodista y político chileno. Entre 2012 y 2024, se desempeñó como alcalde de la comuna de Huechuraba.
Entre 2008 y 2012, ejerció como concejal de la misma comuna. Militante del Partido por la Democracia (PPD), es hijo de la primera alcaldesa de Huechuraba; Sofia Prats Cuthbert (1991-2000) y nieto del comandante en jefe del Ejército de Chile; Carlos Prats (1970-1973).

## Familia
Nació en el Hospital Regional de Talca (HRT), hijo de Sofía Ester Prats Cuthbert (primera alcaldesa de Huechuraba) y de Isidoro César Luis Cuadrado Mandiola, y es nieto del general Carlos Prats (comandante en jefe del Ejército de Chile,  asesinado por la DINA, junto a su esposa, se cree que fue en el marco de la Operación Cóndor).
Está casado con Natalia Pérez Vega, con quien tiene dos hijos.

## Estudios y carrera profesional
Realizó sus estudios primarios en la comuna de Molina, hasta segundo básico. Completó su educación básica y media en las Alianzas Francesas de Curicó, Santiago y Concepción. Su enseñanza universitaria, en tanto, comenzó con tres años de estudios en la Facultad de Derecho de la Universidad de Concepción. En ese período, fue dirigente y miembro del Movimiento contra la tortura Sebastián Acevedo (MCTSA).
A fines de los años 1980 se trasladó a Santiago, cursando el programa de bachillerato en ciencias sociales, con mención en historia, y el programa de periodismo y licenciatura en ciencias de la comunicación. Políticamente, en esos años, comienza a militar en el recién creado Partido por la Democracia (PPD).
Tras titularse como periodista, obtuvo el grado académico de máster en Comunicación Social en la Universidad Autónoma de Barcelona (UAB), España.
A principios del año 2000, su ejercicio profesional se volcó a la academia, dictando las cátedras Propaganda y Comunicación Política, Comunicación Política y Campañas Electorales, Propaganda Política e Introducción a la Comunicación en las Universidades Diego Portales, La República y UNIACC.

## Carrera política
Un año más tarde, en 2001, viajó a Ottawa para desempeñarse en la embajada de Chile en Canadá como «Agregado Científico y Consejero para Asuntos Políticos, Culturales y de Prensa». Desde esa posición, asumió como delegado oficial del Gobierno de Chile en las visitas del presidente Ricardo Lagos a Canadá en 2001 y en 2003, siendo además, el encargado de la prensa chilena en misiones.
Entre 2001 y 2004, fue delegado oficial del Gobierno de Chile en la Conferencia de Ministros del Trabajo de las Américas (2001); en la Cumbre de las Américas (2001); en el Encuentro Mundial de la Organización de Parlamentarios contra la Corrupción (2002); en el Encuentro Mundial de Jóvenes (2002); en el Encuentro de Comandantes en Jefe de las Américas (2003); y en la reunión de la OCDE en materia de educación (2004).
De regreso a Chile, el año 2005, asumió como subdirector del Departamento de Relaciones Internacionales del Gobierno Regional Metropolitano de Santiago (Intendencia). Retomó, entonces, su desempeño en la academia, siendo profesor titular en la Escuela de Periodismo de la Universidad UNIACC y profesor invitado en el Programa de máster en Comunicación Social de la Universidad Autónoma de Barcelona (UAB).
Entre 2008 y 2012, se desempeñó como concejal de Huechuraba, obteniendo casi el 15 % de los votos para ejercer el cargo en las elecciones de ese año.
Paralelamente, durante 2009 y 2010, fue director del Departamento de Relaciones Internacionales del Gobierno Regional Metropolitano de Santiago (GRMS). Finalizada esta tarea, en 2010 cursó un diplomado en Estudios Políticos y Estratégicos de la Academia Nacional de Estudios Políticos y Estratégicos (ANEPE) y es magíster en Ciencias Políticas, Seguridad y Defensa en la misma institución académica.
En las elecciones municipales se 2012, fue elegido como alcalde de Huechuraba con el 47 % de los votos. En 2016, resultó reelecto alcalde de dicha comuna con más de 65 % de los votos en las elecciones de ese año.
El 15 de noviembre de 2024 presentó su renuncia como alcalde de Huechuraba con el fin de poder postularse como candidato en las elecciones parlamentarias de 2025 o en la elección presidencial de 2025.

## Historial electoral
| Año  | Tipo        | Territorio | Pacto                    | Partido | Votos  | %     | Resultado |
| ---- | ----------- | ---------- | ------------------------ | ------- | ------ | ----- | --------- |
| 2008 | Municipales | Huechuraba | Concertación Progresista | PPD     | 3924   | 14.81 | Concejal  |
| 2012 | Municipales | Huechuraba | Por un Chile justo       | PPD     | 12 381 | 47.05 | Alcalde   |
| 2016 | Municipales | Huechuraba | Nueva Mayoría            | PPD     | 16 208 | 65.29 | Alcalde   |
| 2021 | Municipales | Huechuraba | Unidad por el Apruebo    | PPD     | 20 734 | 56.54 | Alcalde   |